# 多宝寺 (日置市)
多宝寺（たほうじ）は、かつて薩摩国阿多郡伊作郷中原村（現 鹿児島県日置市吹上町）に存在した臨済宗の寺院である。山号は仏母山で、本尊は薬師如来であった。

## 縁起
この地の支配者であった島津氏分家の伊作家4代である島津久義が、伊集院（現・日置市伊集院）にあった広済寺の末寺として建立し、当家の菩提寺となった。しかし、明治2年の廃仏毀釈で廃寺となり、翌年に歴代伊作家当主を祭神とする石亀神社となった。

### 年表
- 明徳元年3月26日（ユリウス暦 1390年4月12日） - 島津久義が荊翁和尚を開基として創建する
- 慶長13年5月14日（グレゴリオ暦 1608年6月26日） - 大雨により寺山が崩れ、寺屋が埋もれる
- 明治2年（グレゴリオ暦 1869年） - 廃仏毀釈により廃寺となる

## 現在
3代と10代を除く歴代伊作家当主の墓と琉球出兵で大将を務めた樺山久高とその妻の墓がある。